# Dekanat kalinkowicki
Dekanat kalinkowicki – jeden z siedmiu dekanatów wchodzących w skład eparchii turowskiej i mozyrskiej Egzarchatu Białoruskiego Patriarchatu Moskiewskiego.

## Parafie w dekanacie
- Parafia Obrazu Zbawiciela Nie Ludzką Ręką Uczynionego w Czerwonej Słobodzie
  - Cerkiew Obrazu Zbawiciela Nie Ludzką Ręką Uczynionego w Czerwonej Słobodzie
- Parafia Cudu św. Michała Archanioła w Domanowiczach
  - Cerkiew Cudu św. Michała Archanioła w Domanowiczach
- Parafia Narodzenia Matki Bożej w Jurewiczach
  - Sobór Narodzenia Matki Bożej w Jurewiczach
  - Cerkiew Narodzenia Matki Bożej w Jurewiczach
- Parafia Kazańskiej Ikony Matki Bożej w Kalinkowiczach
  - Sobór Kazańskiej Ikony Matki Bożej w Kalinkowiczach
- Parafia św. Mikołaja Cudotwórcy w Kalinkowiczach
  - Cerkiew św. Mikołaja Cudotwórcy w Kalinkowiczach
- Parafia Zaśnięcia Najświętszej Maryi Panny w Kalinkowiczach
  - Cerkiew Zaśnięcia Najświętszej Maryi Panny w Kalinkowiczach
- Parafia Opieki Matki Bożej w Oktiabrskim
  - Cerkiew Opieki Matki Bożej w Oktiabrskim
- Parafia Świętych Piotra i Pawła w Ozarzyczach
  - Cerkiew Świętych Piotra i Pawła w Ozarzyczach
- Parafia św. Michała Archanioła w Rudni Antonowskiej
  - Cerkiew św. Michała Archanioła w Rudni Antonowskiej
- Parafia św. Aleksego Lelczyckiego w Syrodzie
  - Cerkiew św. Aleksego Lelczyckiego w Syrodzie
- Parafia św. Jerzego Zwycięzcy w Wielkich Awciukach
  - Cerkiew św. Jerzego Zwycięzcy w Wielkich Awciukach
- Parafia św. Proroka Eliasza w Włosowiczach
  - Cerkiew św. Proroka Eliasza w Włosowiczach

## Monaster
- Monaster Narodzenia Matki Bożej w Jurewiczach

## Galeria

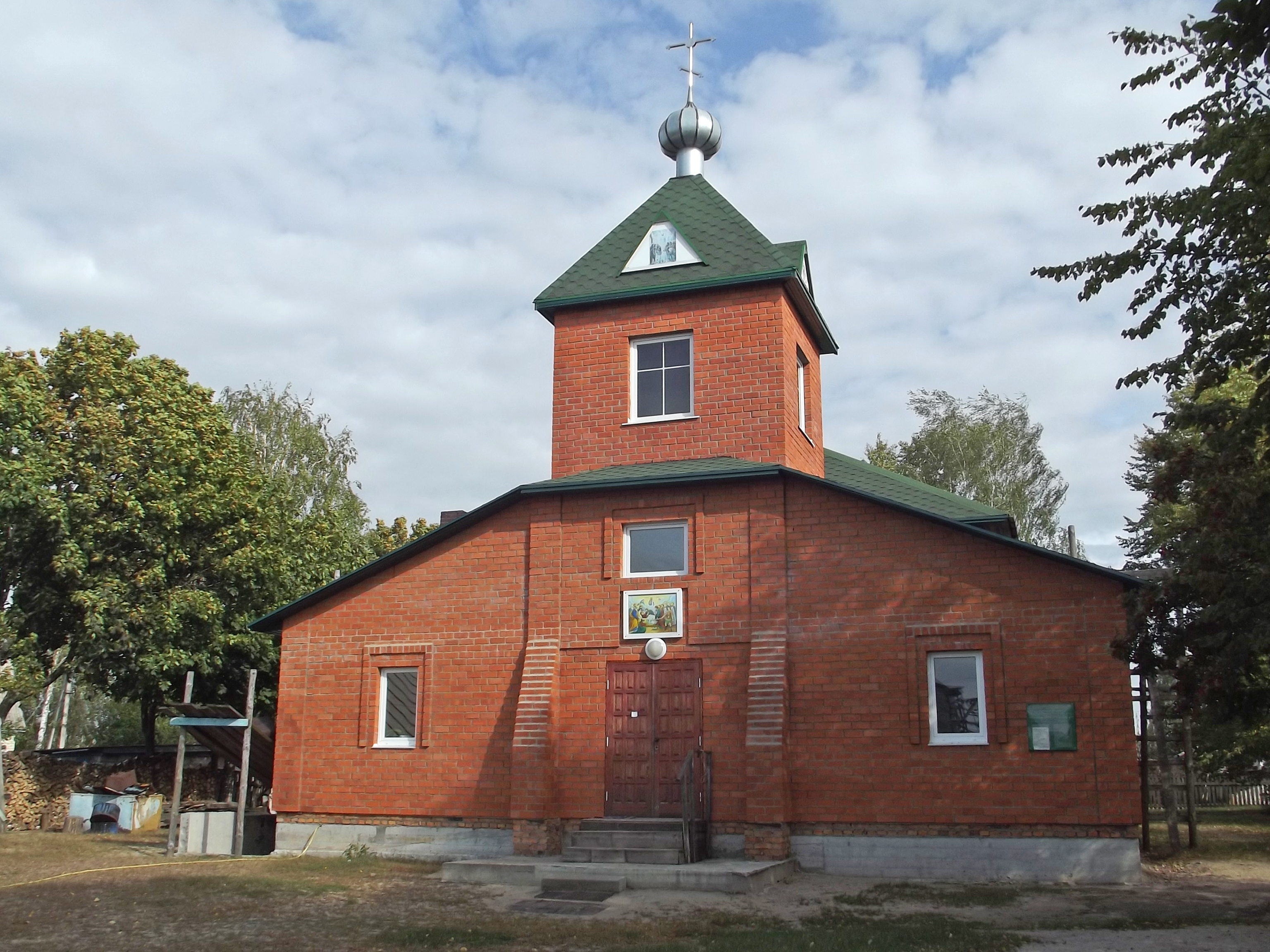
Cerkiew Zaśnięcia Najświętszej Maryi Panny w Kalinkowiczach
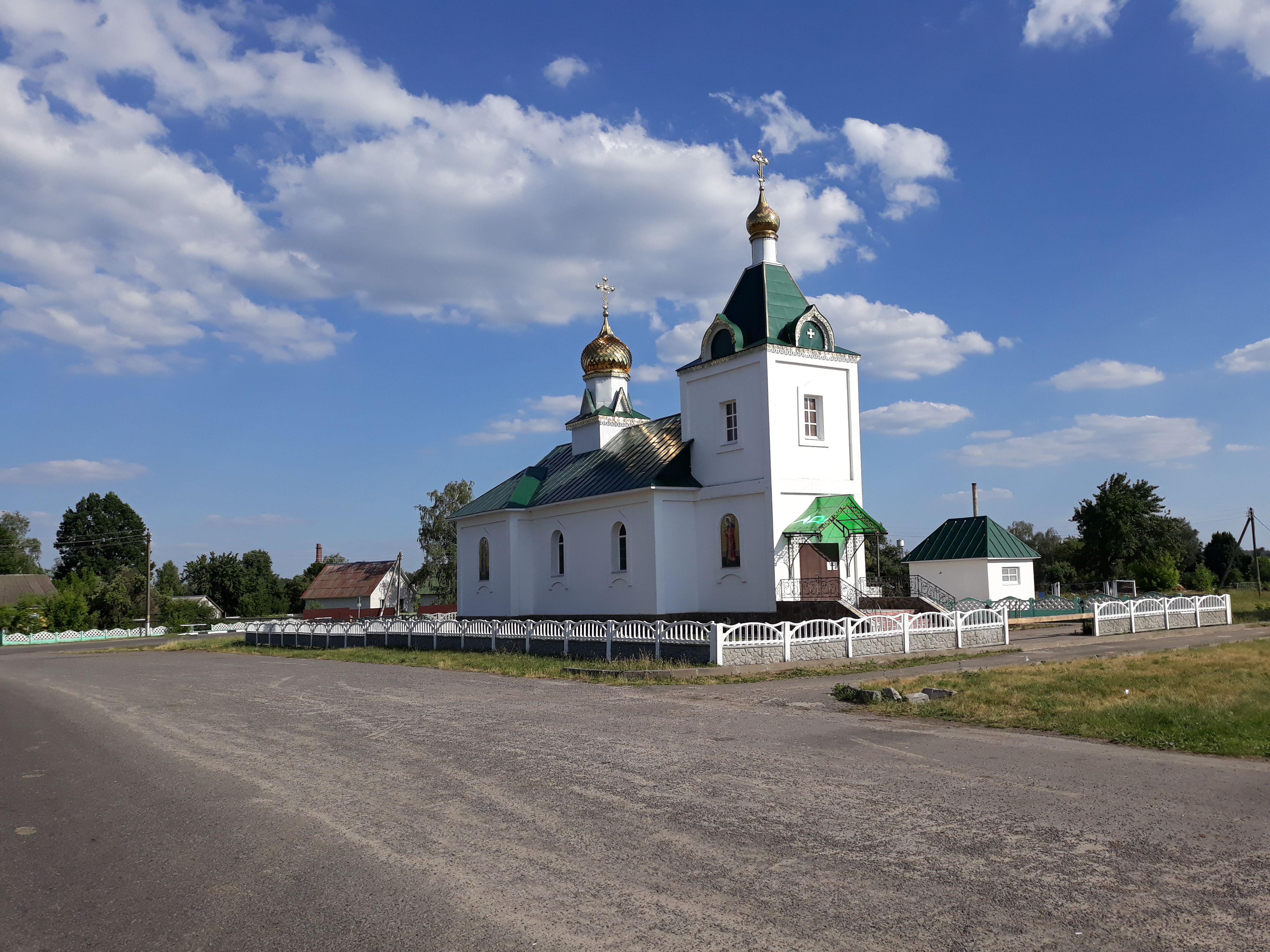
Cerkiew Cudu św. Michała Archanioła w Domanowiczach
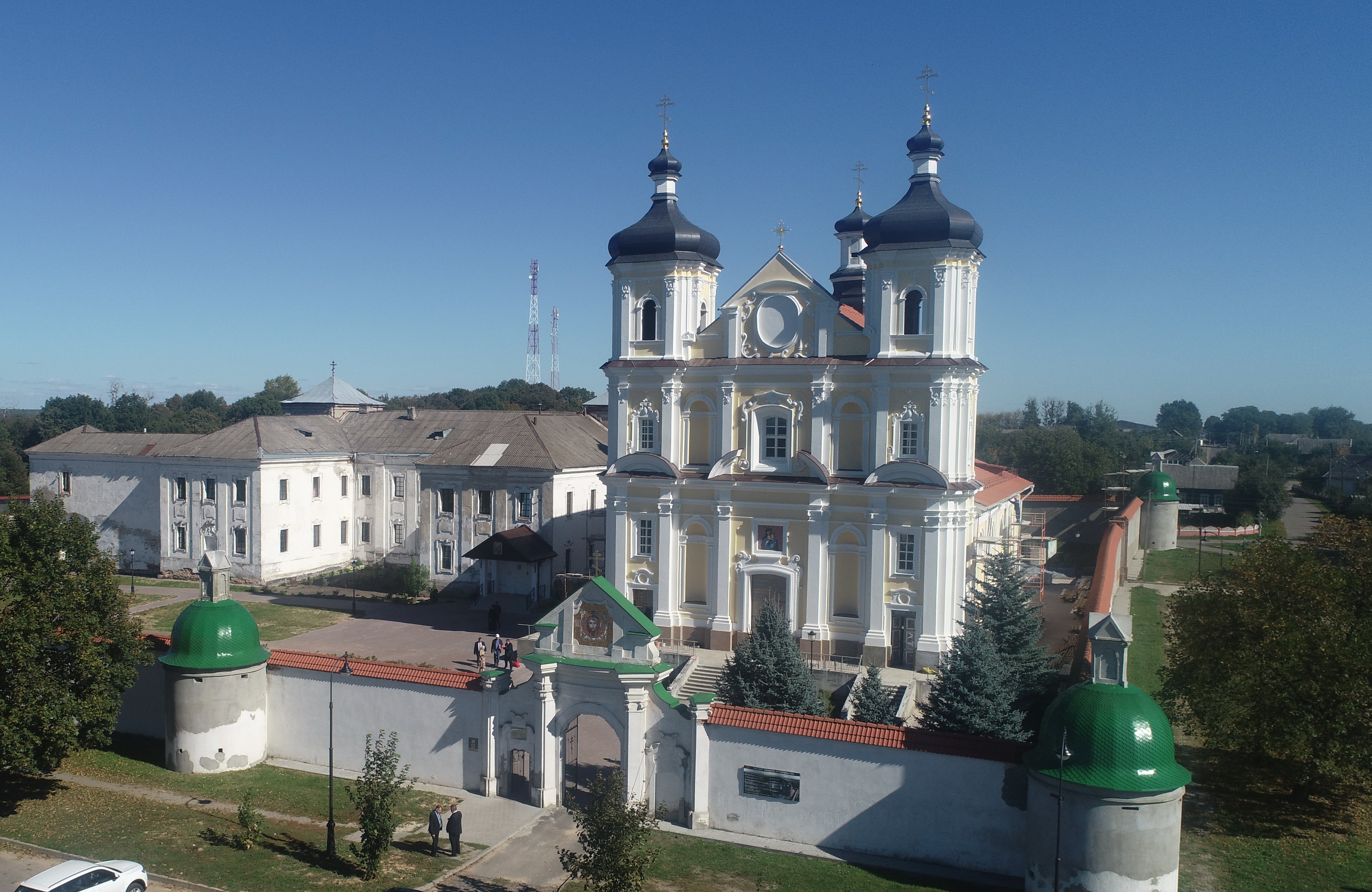
Sobór Narodzenia Najświętszej Maryi Panny w Jurewiczach
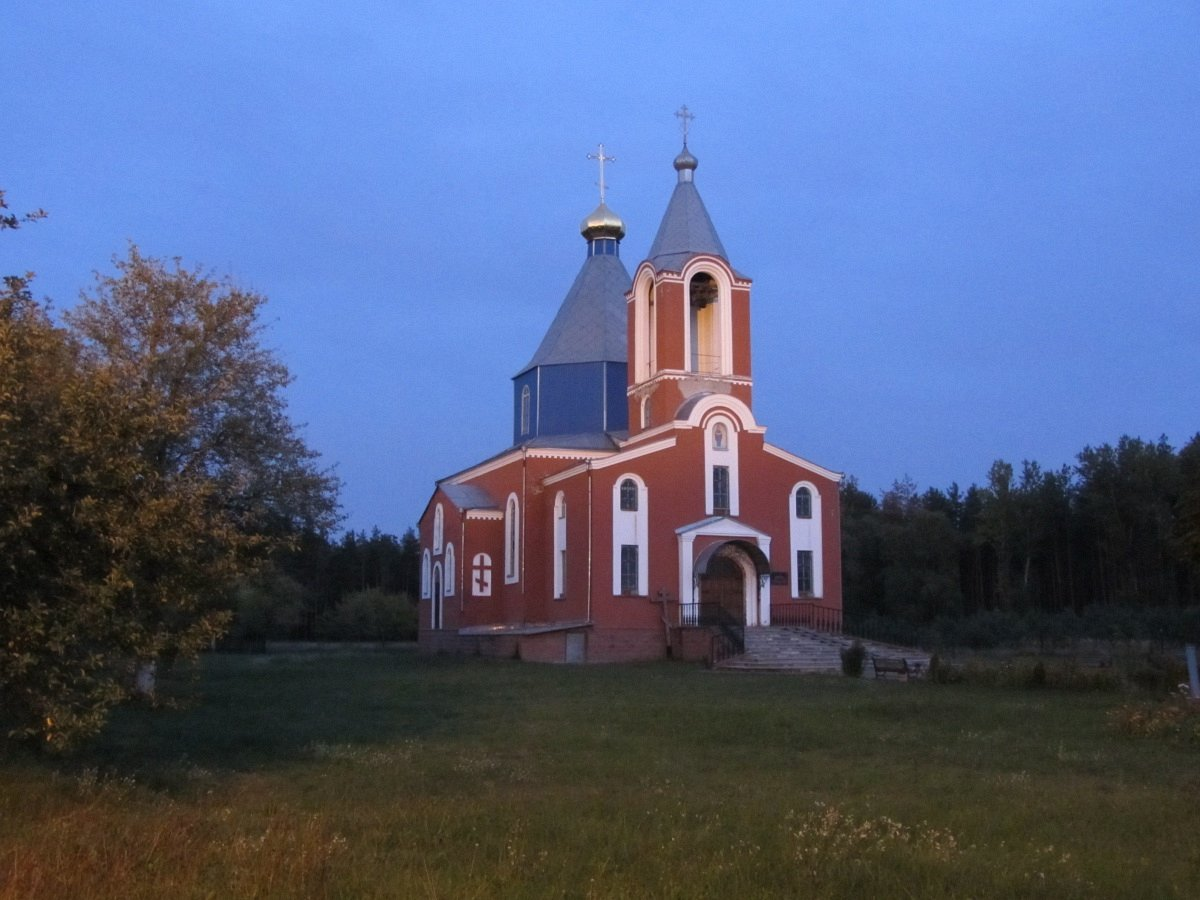
Cerkiew Opieki Matki Bożej w Oktiabrskim
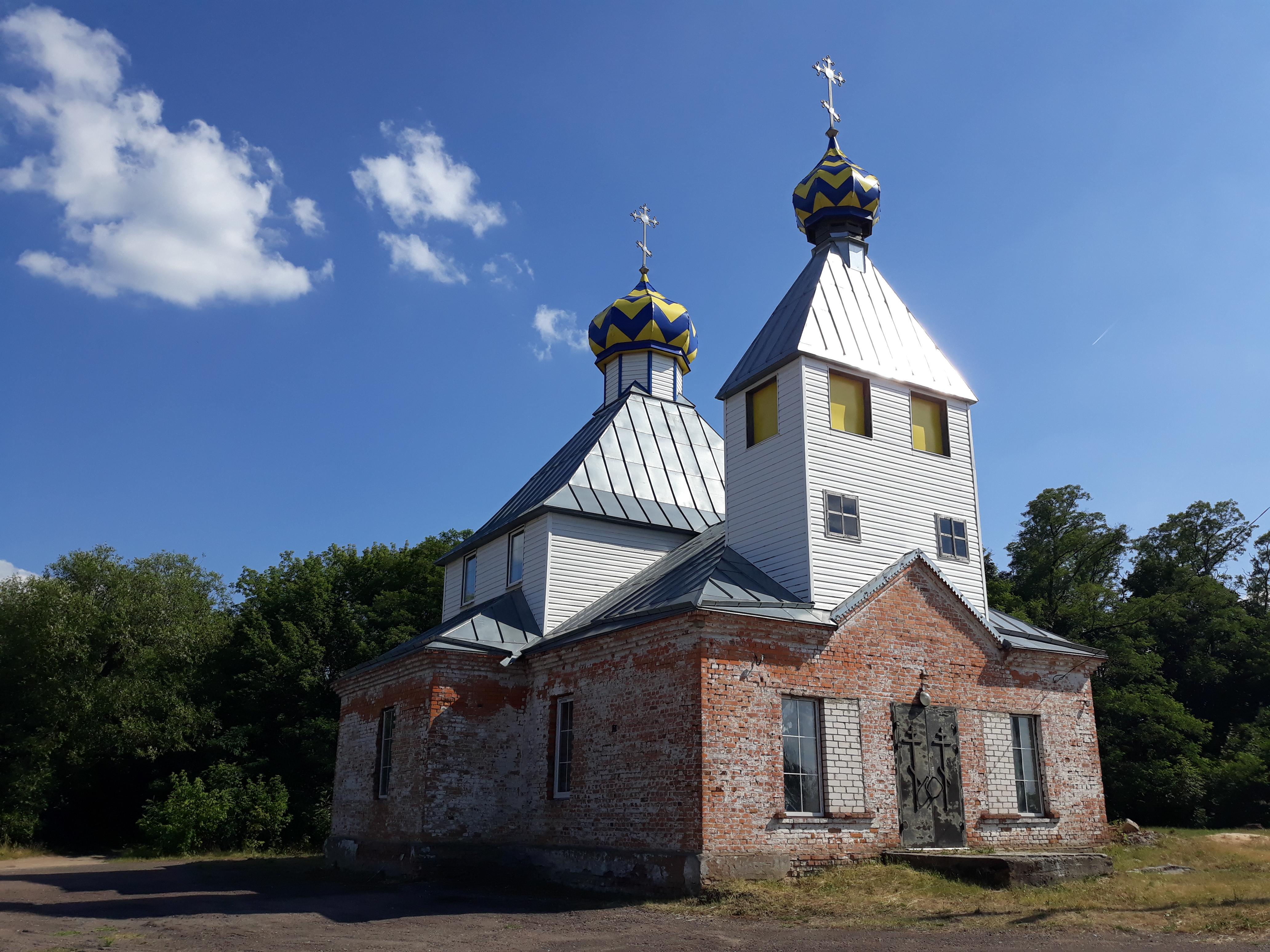
Cerkiew Świętych Piotra i Pawła w Ozarzyczach